# イクロムジョン・アリバエフ
イクロムジョン・アリバエフ(1994年1月9日-)はウズベキスタンのサッカー選手。FCパフタコール・タシュケント所属。ポジションはMF。
Kリーグ時代の登録名はアリバエフ（ハングル: 알리바예프）。

## 経歴
2018年12月13日、FCソウルと3年契約を結んだ。
2021年、大田ハナシチズンに移籍。
2022年、FCパフタコール・タシュケントに移籍。

### 代表歴
2015年7月11日のイラン代表との親善試合でA代表デビュー。